# Giovanni Renosto
Giovanni Renosto (Treviso, 14 d'octubre de 1960) és un ciclista italià, ja italià, que fou professional entre 1980 i 1990. Del seu palmarès destaca una etapa al Giro d'Itàlia de 1981.
També va competir en el ciclisme en pista, concretament en el Mig Fons on guanyà dues medalles als Campionats del Món, una d'elles d'or i quatre campionats nacionals.

## Palmarès en ruta
- 1979
  - 1r al Giro del Belvedere
- 1980
  - Vencedor de 2 etapes al Baby Giro
  - Vencedor d'una etapa al Giro della Valle d'Aosta
  - Vencedor d'una etapa al Giro della Valsesia
- 1981
  - Vencedor d'una etapa al Giro d'Itàlia
- 1984
  - Vencedor d'una etapa a la Volta a Suècia

### Resultats al Giro d'Itàlia
- 1981. 88è de la classificació general. Vencedor d'una etapa
- 1982. 76è de la classificació general
- 1983. Abandona (11a etapa)
- 1984. 117è de la classificació general
- 1985. Abandona (16a etapa)
- 1986. 108è de la classificació general

## Palmarès en pista
- 1986
  -  Campió d'Itàlia en Mig Fons
- 1987
  -  Campió d'Itàlia en Mig Fons
- 1988
  -  Campió d'Itàlia en Mig Fons
- 1989
  -  Campió del món de Mig Fons
  -  Campió d'Itàlia en Mig Fons